# Bảo tàng Khu vực ở Iłża
Bảo tàng Khu vực ở Iłża (tiếng Ba Lan: Muzeum Regionalne w Iłży) là một bảo tàng tọa lạc tại số 1 Phố Błazińska, Iłża, Ba Lan. Trụ sở của Bảo tàng là ngôi nhà trước đây từng là một trại tế bần được thành lập bởi Hồng y Zbigniew Oleśnicki, được xây dựng vào năm 1448.

## Lược sử hình thành
Bảo tàng Khu vực ở Iłża được thành lập vào năm 1971 theo khởi xướng của Adam Bednarczyk. Bốn năm sau, Bảo tàng được quốc hữu hóa.

## Triển lãm
Bộ sưu tập của Bảo tàng Khu vực ở Iłża hiện đang bao gồm các triển lãm thường trực sau:
- "Lịch sử của thị trấn và khu vực": giới thiệu lịch sử của khu vực Iłża từ thế kỷ thứ 9 đến Chiến tranh thế giới thứ hai
- "Ngày nay hầu như không được làm bằng đất sét... Gốm sứ từ Iłża và khu vực xung quanh": giới thiệu lịch sử của nghề làm gốm địa phương, và lịch sử của hội quán gốm sứ từng tồn tại cho đến năm 1937
- "Mang lại sự huy hoàng của Iłża": cuộc triển lãm này được bố trí như một căn phòng với lối kiến trúc baroque và triển lãm về các giám mục Jan Grot, Zbigniew Oleśnicki, Marcin Szyszkowski, Andrzej Załuski và Kajetan Sołtyk.

## Giờ mở cửa
Bảo tàng Khu vực ở Iłża hoạt động quanh năm, mở cửa tất cả các ngày trong tuần trừ thứ Bảy và Chủ nhật, riêng từ tháng 5 đến tháng 9 du khách có thể tham quan vào cuối tuần theo nhóm tổ chức. Khách tham quan phải trả phí vào cửa.